# Ernestina Pérez
Ernestina Pérez Barahona (Valparaíso, 8 de agosto de 1868 - 1951) fue una médica, investigadora y activista feminista chilena, conocida por ser la segunda médica de su país y América Latina, tras Eloísa Díaz Insunza.

## Biografía
Nació el  8 de agosto de 1865 en Valparaísoy fue hija de Pablo Pérez y María Barahona. Estudió en el Liceo Isabel Le Brun de Pinochet, y se graduó de Bachiller en Humanidades el 8 de enero de 1883,rindiendo ese mismo día los exámenes correspondientes al primer año de Medicina en la facultad homónima de la Universidad de Chile.

Ese mismo año cursó, además, el segundo y tercer nivel de la carrera, alcanzando en 1884 a Eloísa Díaz quien cursaba ya el cuarto año
María Isabel Orellana, Sentimientos en busca de ciencia: Inicios de la educación científica femenina en Chile (1870-1930), 2015.

Se graduó de Bachiller en Medicina y Farmacia el 14 de enero de 1885,dos días después de Eloísa Díaz Insunza,y de Licenciada el 3 de enero de 1887, siete días después de Díaz,recibiendo en esta ocasión las felicitaciones del rector Jorge Huneeus. Su memoria de prueba se titulaba «Higiene Popular», y fue publicada en los Anales de la Universidad de Chile. El 10 de enero de 1887 fue la segunda chilena en recibir el título de médico cirujano, se recibió de médica a los 21 años.
Tal como Eloísa Díaz, Ernestina Pérez tuvo que asistir a sus clases acompañada de su madre.
En 1888 trabajó en combatir la epidemia del cólera en Valparaíso y recibió por eso el título de ciudadana ilustre de la ciudad. Luego viajó a especializarse en ginecología en la universidad Federico Guillermo de Berlín (actual Universidad Humboldt)con una beca entregada por el Estado de Chile. En el país europeo no era aceptada la educación universitaria para mujeres en Medicina, por lo que se instaló un biombo en las salas de clases para separarla de los hombres; aquí se transformó en la primera sudamericana en ser aceptada en la Academia de Medicina de Berlín,y la primera mujer en estudiar una carrera asociada a esta disciplina en la Universidad de Berlín. Esto obligó a un cambio en su reglamento para que una mujer pudiera ingresar a sus aulas a estudiar esta carrera.

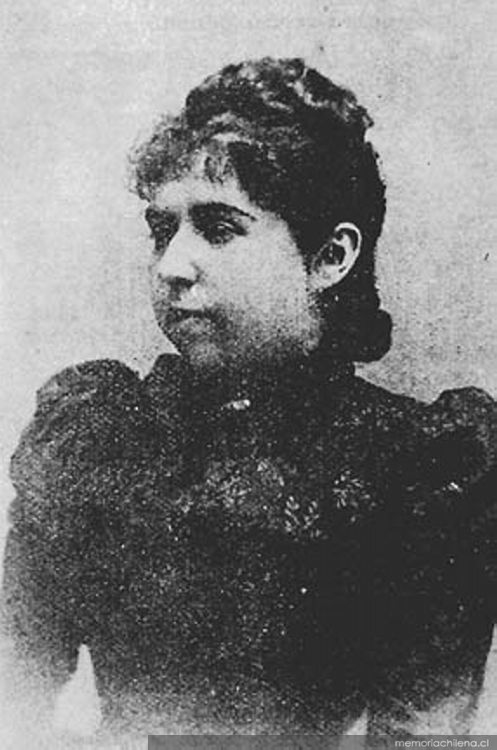
Retrato de Ernestina Pérez de joven (1887)

Viajó varias veces a Europa para perfeccionarse en las universidades de Londres, París y Berlín. Falleció en 1951.

## Ejercicio profesional
En 1885 y 1886 publicó en las Revistas Médica de Chile sobre ginecología y obstetricia.
En 1891, fue nombrada médico del Hospital San Borja por el presidente Balmaceda y empezó a formar matronas.
Luego presentó en 1904 en el congreso de Buenos Aires sus investigaciones sobre las enfermedades provocadas por los corsés, en Higiene del Corsé.
En 1913, el periódico El Mercurio indicaba que había querido estudiar medicina para servir a las mujeres. En esa época, tenía una consulta en la calle Catedral.
Ernestina Pérez manifestó, tempranamente, una preocupación por los problemas de la llamada «higiene social», liderando la lucha contra males como el alcoholismo, la tuberculosis y el cólera, entre otros. Consideraba que una mejor higiene social permitiría salvaguardar a la raza chilena. Su mayor interés profesional se concentró en temas relacionados con la salud femenina —se especializó en ginecología, materia en la cual destaca su obra Compendio de Ginecología— y la puericultura, a través de conferencias y elaboración de manuales.
Dedicó su vida a acercar el conocimiento sanitario a las personas, en especial a las mujeres; testimonio de ello fueron los textos de divulgación que escribió como La higiene del corset, Manual de la enfermera en el hogar y el didáctico folleto Manual de consejos higiénicos aplicados especialmente a la infancia.

## Activista feminista

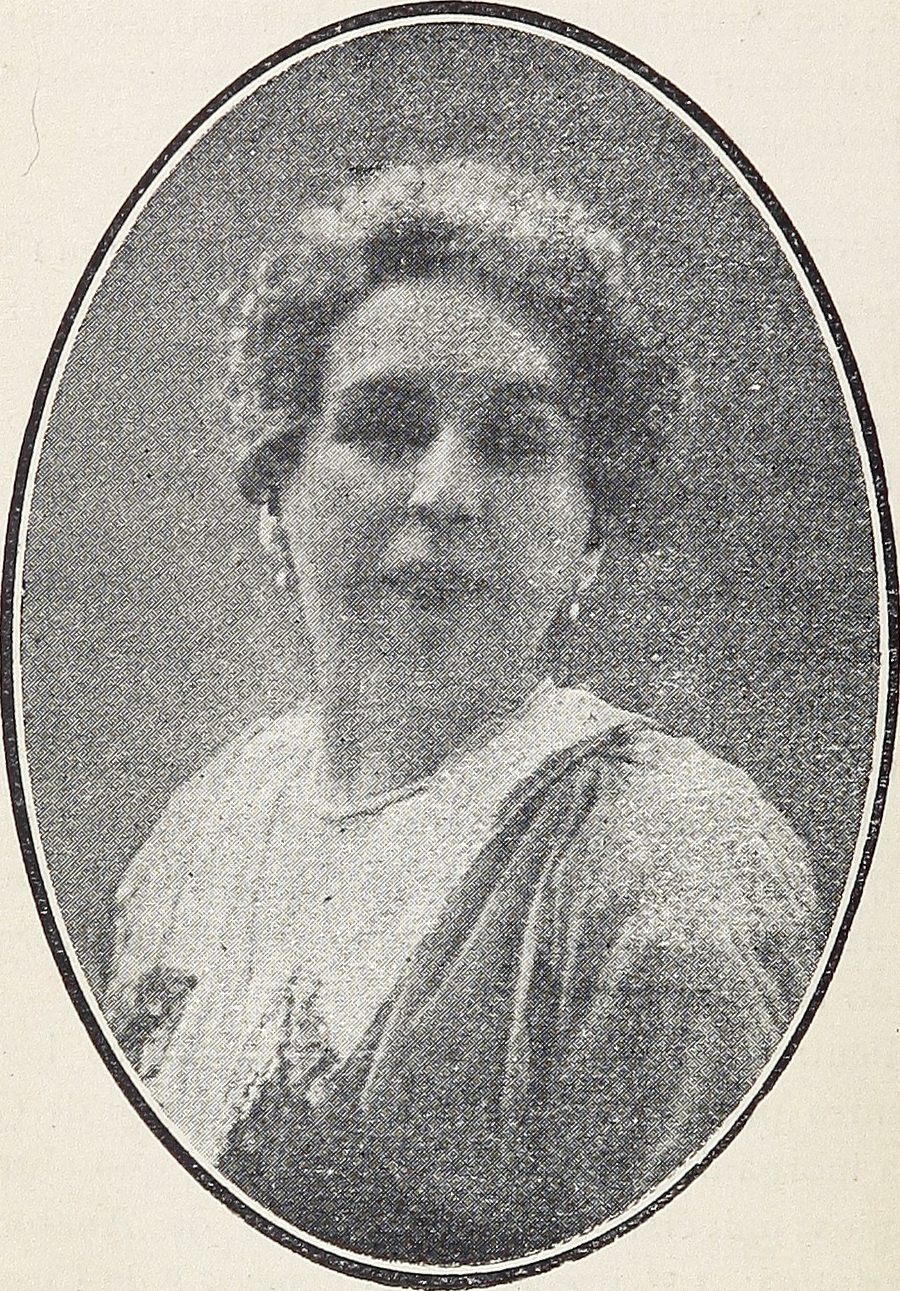
Ernestina Pérez en 1917.

Participó en organizaciones femeninas tales como el Círculo de Lectura, el Club de Señoras, la Cruz Roja Juvenil Chilena, y la Asociación de Mujeres Universitarias de Chile, de la cual fue socia fundadora y presidenta en 1931. En dicha asociación compartió con profesionales tan notables como Amanda Labarca y Elena Caffarena. También fue la primera presidenta del Consejo Nacional de Mujeres en 1919, del cual había sido fundadora.

## Atentado a su mausoleo
En mayo de 2025 sus restos, que se encuentran en el Cementerio General de Santiago, fueron profanados por un grupo de antisociales que se grabaron a sí mismos sacando restos de su mausoleo familiar, así como atacando otras tumbas del recinto, incluyendo la del expresidente Salvador Allende. Uno de los sujetos, identificado como Diego Soto Montero, quedó detenido.

## Publicaciones
- Útero Bicorne. Revista Médica. Tomo  XIV. 1885.
- Resección Tarsiana. Revista Médica. Tomo XV.  1886.
- Distocia Glucosúrica. Segundo Congreso Médico Latino Americano. Actas y Trabajos. Buenos Aires. 1904. Editado en 1905.
- Apuntes sobre Higiene del Corsé. Actas y Trabajos. Segundo Congreso Médico Latino Americano. Buenos Aires, Argentina. 1904. Editado en 1905.
- Lecciones de ginecología. Berlin, 1910. 170 p.
- Manual de la Enfermera en el Hogar, Impr. Universitaria,1918. 349 p.
- Conferencia sobre el alcoholismo: dada en el Club de Señoras. Santiago de Chile, Impr. Universitaria,1920. 22 p.
- Resumen de consejos higiénicos aplicados especialmente a la infancia. Santiago, Impr. San José,[19--]. 6 p.